# Referendo na Crimeia de 2014

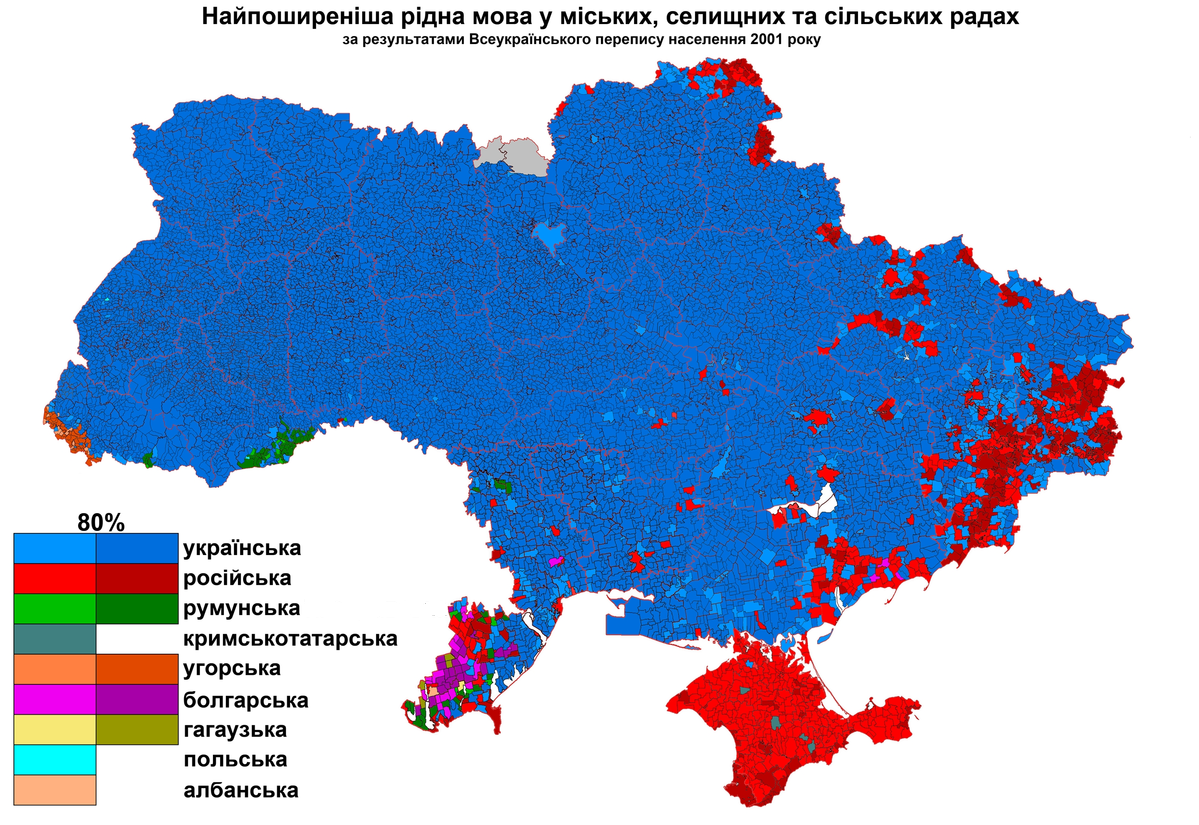
Língua materna mais comum em municípios urbanos e rurais da Ucrânia segundo censo de 2001, com o russo (em vermelho) dominante na Crimeia

Distribuição dos grupos étnicos na Crimeia até 2001

O referendo sobre o estatuto político da Crimeia foi um referendo realizado no dia 16 de março de 2014 pelo governo local da Crimeia, bem como pelo governo local de Sevastopol; subdivisões vizinhas da Ucrânia localizadas na península da Crimeia e povoadas por grandes maiorias de língua russa, a maioria delas de etnia russa.

## História
Em meio as tensões na região, devido à revolução ucraniana e pelo fato de o governo recém-instalado na Ucrânia começar a distanciar-se da Rússia, tropas pró-russas não identificadas (reivindicadas pela Rússia como sendo forças locais de auto-defesa, mas presumidas como soldados russos), assumiram a Crimeia em 24 de fevereiro de 2014. O parlamento da Crimeia aprovou a realização de um referendo para perguntar à população se a Crimeia deve se juntar formalmente à Federação Russa ou permanecer parte da Ucrânia. O governo recém-instalado ucraniano, os líderes de uma organização que representa tártaros da Crimeia, e várias nações, no entanto, argumentam que qualquer referendo realizado pelo governo local da Crimeia, sem a autorização expressa da Ucrânia é inconstitucional e ilegítimo, uma autoridade que o governo local crimeiano não tem atualmente sob a lei ucraniana. Não obstante a sua legitimidade, alguns meios de comunicação, como a Associated Press, relataram que o referendo é semelhante a uma declaração unilateral de independência da Ucrânia pelo parlamento da Crimeia. 
Os observadores da OSCE tentaram entrar na Crimeia três vezes, mas não conseguiram, com as testemunhas que viajaram com os observadores dizendo que tiros de advertência foram disparados para o ar da última vez que os observadores tentaram entrar. As tentativas da OSCE de entrar na Crimeia partiram de um convido do governo recém-instalado na Ucrânia à organização em seu território, mas as autoridades pró-russas na Crimeia dizem que OSCE não tem permissão para entrar na região.

## Votação
A população respondeu a duas perguntas:
- Você é favorável a que a República Autônoma da Crimeia se una novamente à Rússia como parte constituinte da Federação Russa?
- Você é favorável a restaurar a Constituição da República da Crimeia de 1992 e a condição da Crimeia como parte da Ucrânia?

As opções disponíveis não incluem manter o status quo da Crimeia e Sevastopol como estavam no momento em que o referendo foi realizado. Muitos comentaristas ocidentais e ucranianos argumentaram que ambas as escolhas fornecidas no referendo resultariam na separação de facto da Ucrânia.
No dia 11 de março, em sua Declaração de Independência da República da Crimeia o parlamento da Crimeia e o conselho da cidade de Sevastopol manifestaram a intenção de se juntar com a Rússia na pendência de um resultado de apoio no referendo. As lideranças da Crimeia e Sevastopol também consideraram a destituição do presidente ucraniano Viktor Yanukovych na revolução ucraniana de 2014 como um golpe de Estado e o novo governo interino em Kiev como ilegítimo. A ação foi considerada legítima pela Rússia, mas não pelos Estados Unidos e pelo governo de Kiev.

## Resultados
Os resultados preliminares apontaram que mais que 80% dos cerca de 1,5 milhão de pessoas aptas a votar apresentaram-se no referendo e que mais de 93% deles votaram na união com a Rússia como parte constituinte da Federação Russa.

Ao final da apuração, 96,8% dos votos apurados foram favoráveis à secessão da península em relação à Ucrânia e à reintegração à Federação Russa.  Por outro lado, a minoria tártara boicotou a votação.
Após o referendo, a Crimeia passou a buscar o reconhecimento da ONU e solicitou para se juntar à Federação Russa. No mesmo dia, a Rússia reconheceu a Crimeia como um Estado soberano. Entretanto, os países ocidentais declararam que não reconheceriam os resultados do plebiscito por considerá-lo ilegal.